# 黃英俊
黄英俊（1982年2月12日—），越南举重运动员。2008年北京奥运会上他举起290公斤获得56公斤级银牌。除此之外他也曾在2006年多哈亚运期间摘得奖牌。